# Ciral
Ciral település Franciaországban, Orne megyében. Lakosainak száma 410 fő (2022. január 1.). Ciral Saint-Martin-des-Landes, Lalacelle, Lignières-Orgères, Gandelain, Saint-Ellier-les-Bois és Pré-en-Pail-Saint-Samson községekkel határos.

## Népesség
A település népességének változása:
| Lakosok száma | 416  | 402  | 405  | 394  | 393  | 393  | 397  | 403  | 410  |
|               | 2013 | 2015 | 2016 | 2017 | 2018 | 2019 | 2020 | 2021 | 2022 |